# Cool (estética)

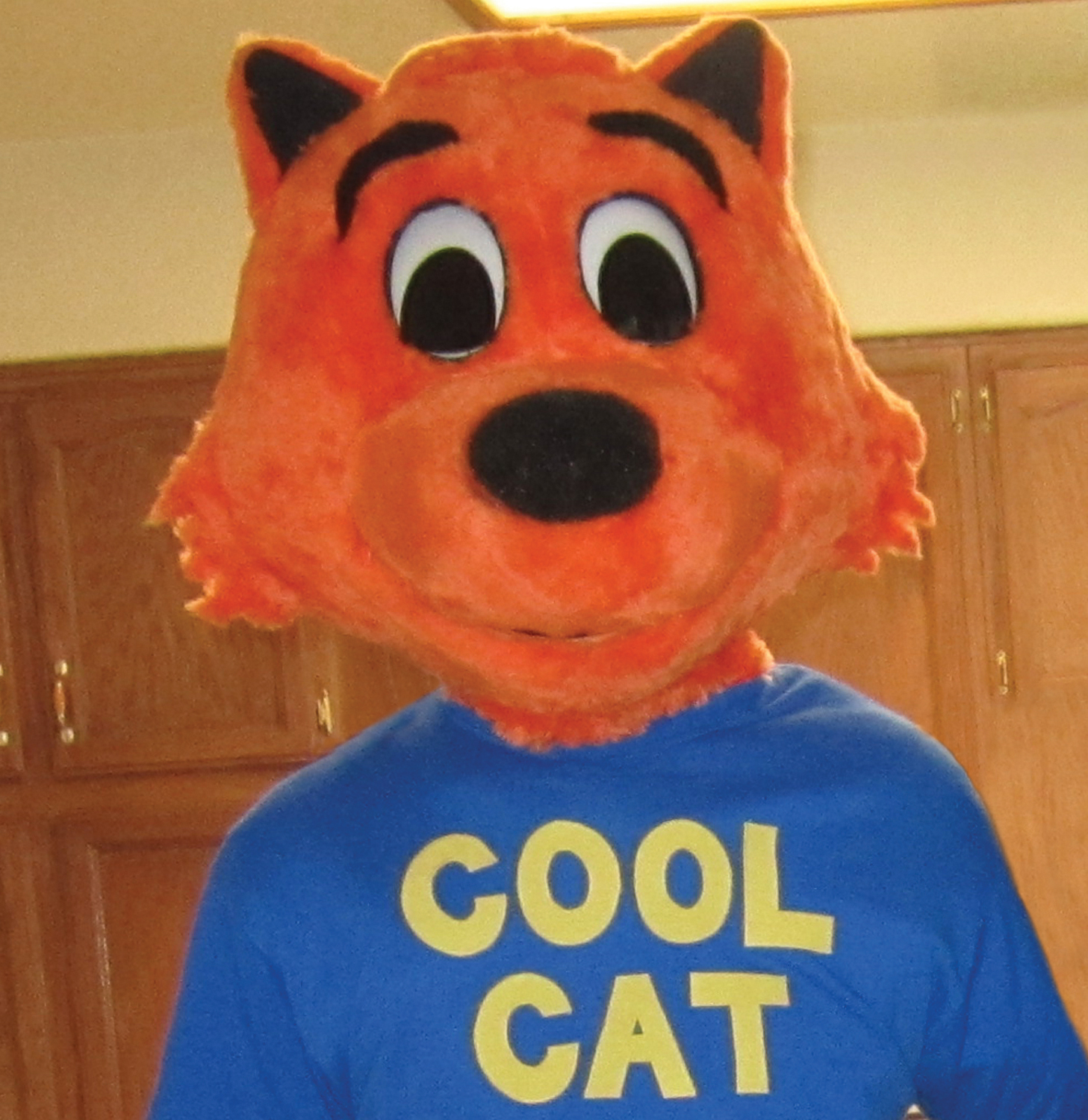
El personaje infantil de Derek Savage, Cool Cat.

Cool (en inglés, traducible como frescura o genialidad al español) es una estética de actitud, comportamiento, apariencia y estilo que generalmente se admira. Debido a las connotaciones variadas y cambiantes de lo cool, así como a su naturaleza subjetiva, la palabra no tiene un significado único. Tiene asociaciones de compostura y autocontrol y, a menudo, se utiliza como expresión de admiración o aprobación. Aunque comúnmente se lo considera jerga, se usa ampliamente entre grupos sociales dispares y ha perdurado en su uso durante generaciones.

## Visión general
No existe un concepto único de cool. Sin embargo, un aspecto constante es que la moda se considera deseable en general. Sus definiciones se dividen en unas pocas categorías amplias.

### Como característica de comportamiento
La suma y la sustancia de la frialdad es un aplomo autoconsciente en el comportamiento general, que implica un conjunto de características conductuales específicas que están firmemente ancladas en la simbología, un conjunto de movimientos corporales discernibles, posturas, expresiones faciales y modulaciones de la voz que se adquieren y adoptan sobre el valor social estratégico en un contexto de  pares.
Cool fue una vez una actitud fomentada por rebeldes y desfavorecidos, como esclavos, prisioneros, motociclistas y disidentes políticos, etc., para quienes la rebelión abierta invitaba al castigo, por lo que escondía el desafío detrás de un muro de desprendimiento irónico, distanciándose de la fuente de autoridad. en lugar de enfrentarlo directamente.
En general, la frialdad es un rasgo positivo que se basa en la inferencia de que un objeto cultural (por ejemplo, una persona o una marca) es autónomo de manera apropiada; es decir, la persona o marca no está constreñida por las normas, la expectativa de las creencias de los demás.

### Como un estado de ser
Cool se ha utilizado para describir un estado general de bienestar, un estado interno trascendente de paz y serenidad. También puede referirse a una ausencia de conflicto, un estado de armonía y equilibrio, como en "La tierra es fresca", o como en un "corazón [espiritual] fresco". Tales significados, según Thompson, son de origen africano. Cool se relaciona en este sentido tanto con el control social como con el equilibrio trascendental.
Cool puede usarse de manera similar para describir la compostura y la ausencia de emoción en una persona, especialmente en momentos de estrés. 
De una manera relacionada, la palabra puede usarse para expresar acuerdo o asentimiento, como en la frase "Me parece cool".

### Como atractivo estético
Cool es también una actitud ampliamente adoptada por artistas e intelectuales, quienes así ayudaron a su infiltración en la cultura popular . Buscado por las empresas de marketing de productos, idealizado por los adolescentes, un escudo contra la opresión racial o la persecución política y fuente de constante innovación cultural, lo cool se ha convertido en un fenómeno global que se ha extendido a todos los rincones de la tierra. Los conceptos de lo cool han existido durante siglos en varias culturas.

### Como moda
En términos de moda, el concepto de cool se ha transformado desde la década de 1960 hasta la de 1990 al integrarse en el tejido cultural dominante. La producción en masa estadounidense de moda "prêt-à-porter" en las décadas de 1940 y 1950 estableció atuendos convencionales específicos como marcadores del papel social fijo de uno en la sociedad. Subculturas como los hippies se sintieron reprimidos por la ideología conservadora dominante de los años cuarenta y cincuenta hacia el conformismo y se rebelaron. Según la definición de Dick Pountain de cool, la vestimenta de moda de Hippie puede verse como cool debido a su desviación prominente de la uniformidad estándar de vestimenta y la producción en masa de la vestimenta, creada por el sistema totalitario de la moda. Tenían varios estilos diferentes que presentaban colores llamativos como el "Trippy Hippie", el "Fantasy Hippie", el "Retro Hippie", el "Ethnic Hippie" y el "Craft Hippie".
Además, de acuerdo con la teoría de la tensión, la producción manual de la ropa de los hippies los hace "geniales". Al hacer su ropa de forma natural a mano, se rebelaron contra el consumismo de manera pasiva porque les permitía simplemente no participar en ese estilo de vida, lo que los hace "geniales". Como resultado de su desvinculación, el alcance de la autocrítica fue limitado porque su máscara filtraba pensamientos negativos de inutilidad, fomentando la oportunidad de la autoestima.
A partir de la década de 1990 y continuando en el siglo XXI, el concepto de "vestirse cool" dejó a la minoría y pasó a la cultura dominante. Cool entró en la corriente principal porque esos "rebeldes" hippies de finales de la década de 1960 eran ahora altos ejecutivos de los sectores comerciales y de la industria de la moda. Como crecieron con  lo cool y mantuvieron los mismos valores, conocían sus reglas y, por lo tanto, sabían cómo comercializar y producir con precisión dicha ropa. Sin embargo, una vez que cool se convirtió en la ideología dominante en el siglo XXI, su definición cambió.
El estilo grunge de moda de los años noventa y del siglo XXI permitió a las personas que se sentían económicamente inseguras acerca de su estilo de vida pretender "encajar" vistiendo una prenda única, pero hermosa y pulida. Por ejemplo, a diferencia del estilo hippie que claramente se aparta de la norma, a través del estilo combinado de Marc Jacobs de "un poco preppie, un poco de grunge y un poco de alta costura", no produce una declaración audaz que sea misteriosa e incómoda, creando una percepción ambigua de cuáles son los sentimientos internos del usuario.

### Como un epíteto
Si bien los términos de la jerga suelen ser acuñaciones y figuras retóricas de corta duración, cool es una palabra de la jerga especialmente omnipresente, sobre todo entre los jóvenes. Además de ser entendida en todo el mundo de habla inglesa, la palabra incluso ha entrado en el vocabulario de varios idiomas además del inglés.
En este sentido, cool se usa como un epíteto positivo general o interjección, que puede tener una variedad de significados adjetivos relacionados.
Una de las características esenciales de lo cool es su mutabilidad: lo que se considera cool cambia con el tiempo y varía entre culturas y generaciones.

## Definiciones
- "Cool es un conocimiento, una forma de vida".[11] - Lewis MacAdams
- "Cool es un fenómeno específico de la edad, definido como el rasgo conductual central de la adolescencia".[12]
- "Lo cool es la forma adecuada en que te representas a ti mismo ante un ser humano".[13] - Robert Farris Thompson
- En la novela Spook Country de William Gibson, un personaje equipara lo cool con un sentido de exclusividad: "Los secretos", dijo Bigend a su lado, "son la raíz misma de lo cool".[14]
- En la novela Lords and Ladies de Terry Pratchett se menciona a los Monks of Cool. En su prueba de admisión, un novato debe seleccionar la prenda más fresca de una habitación llena de ropa. La respuesta correcta es "Oye, lo que yo seleccione", lo que sugiere que lo cool es principalmente una actitud de seguridad en uno mismo.[15]
- "Lo cool es un rasgo positivo subjetivo y dinámico, socialmente construido, atribuido a objetos culturales (personas, marcas, productos, tendencias, etc.) inferidos como apropiadamente autónomos".[2]